# Ukrainische Botschaft in Warschau
Die Ukrainische Botschaft in Warschau ist die diplomatische Vertretung der Ukraine in Polen. Das Botschaftsgebäude befindet sich in der ulica Antoniego Malczewskiego 17 in Warschau. Ukrainischer Botschafter in Polen ist seit 2022 Wassyl Swarytsch.

## Geschichte

### Geschichte der diplomatischen Vertretung

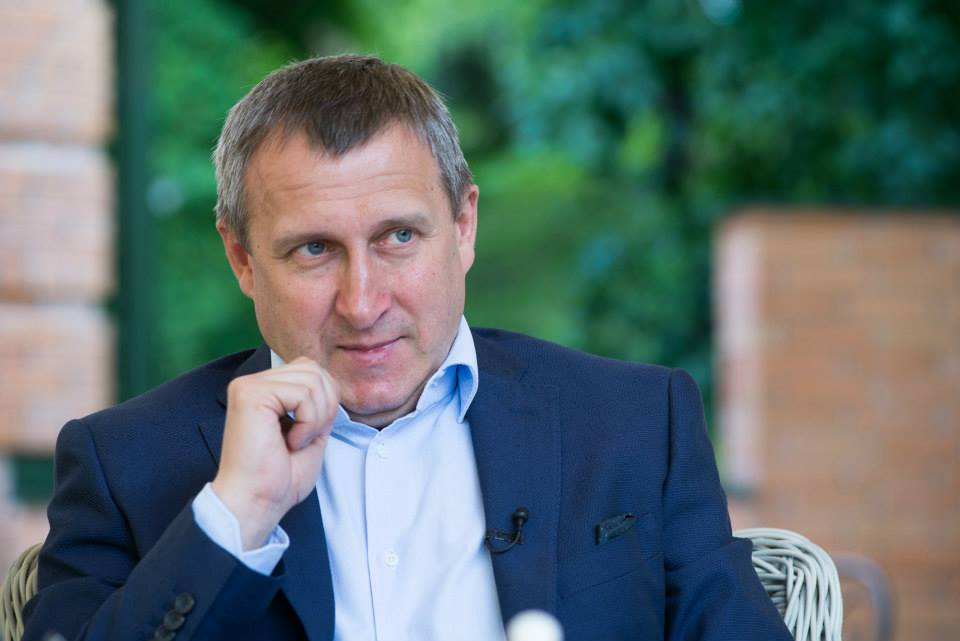
Andrij Deschtschyzja, Botschafter 2014–2022

Mit dem Zerfall des Zarenreichs entstand 1918 erstmals ein ukrainischer Nationalstaat. Die neu gegründete Zweite Polnische Republik erkannte den Ukrainischen Staat an. Oleksandr Karpynskyj wurde 1918 erster diplomatischer Vertreter der Ukraine in Polen. Im Russischen Bürgerkrieg eroberte die Roten Armee den größten Teil der Ukraine und diese wurde als Ukrainische Sozialistische Sowjetrepublik in die Sowjetunion eingegliedert.
Nach dem Zerfall der Sowjetunion erklärte sich die Ukraine im Dezember 1991 für unabhängig. Die Botschaft in Warschau wurde 1992 eröffnet. Der erste Botschafter war Anatolij Schewtschuk.

### Ukrainer in Polen
Die Ukrainer in Polen sind eine autochthone (indigene) Bevölkerung, die vor der Umsiedlung in den Jahren 1944 und 1945 sowie vor Zwangsumsiedlung der Operation Weichsel (1947) meist kompakt im südöstlichen Teil Polens lebte. Nach der letzten allgemeinen Volkszählung, die 2011 in der Republik Polen durchgeführt wurde, beträgt die Zahl der indigenen Ukrainer über 49.000. Weitere 10.000 Bürger erklärten sich zu Lemken.
Die überwiegende Mehrheit der ethnischen Ukrainer lebt heute in den ehemals deutschen Ostgebieten, im Norden und Westen des Landes. Die Woiwodschaft Ermland-Masuren beherbergt über 12.000 Menschen, in der Woiwodschaft Westpommern mit Stettin leben 3.703 Personen, in der Woiwodschaft Karpatenvorland 2.984 Personen, in der Woiwodschaft Pommern mit Danzig 2.831 Personen, in der Woiwodschaft Niederschlesien mit Breslau mehr als 1.422 Personen, in der Woiwodschaft Podlachien 1.366 Personen, in der Woiwodschaft Masowien mit Warschau 579 Personen in der Woiwodschaft Kleinpolen 472 Personen und in der Woiwodschaft Lublin 389 Personen.
Ukrainische Minderheitenorganisationen in Polen sind:
- Verband der Ukrainer in Polen
- Union der Ukrainer von Podlachien
- Verein der Lemken
- Ukrainische Gesellschaft
- Wissenschaftliches Institut Podlasien
- Ukrainische Historische Gesellschaft
- PLAST Ukrainische Jugendorganisation

Ukrainische öffentliche Organisationen in Polen sind:
- Unsere Wahl-Stiftung
- Stiftung Ukrainisches Bildungszentrum
- Stiftung Ukrainisches Informationszentrum
- Euromaidan-Warschau-Stiftung
- Stiftung Aufklärung
- Ukraine-Stiftung
- Begegnungsstiftung

Ukrainische Medien in Polen sind:
- Наше слово (Unser Wort)
- Простір (Platz)
- Наш вибір (Unsere Wahl)
- Український альманах (Ukrainischer Almanach)
- Над Бугом і Нарвою (Über den Bug und Narva)
- Ukrainische Fernsehnachrichten auf TVP3

Nach dem russischen Überfall auf die Ukraine hat Polen im Frühjahr 2022 eine große Zahl von Flüchtlingen aus dem Nachbarland aufgenommen.

## Konsulareinrichtungen der Ukraine in Polen
- Generalkonsulat (Konsulat Generalny) der Ukraine in Warschau
- Generalkonsulat der Ukraine in Breslau
- Generalkonsulat der Ukraine in Danzig
- Generalkonsulat der Ukraine in Krakau
- Generalkonsulat der Ukraine in Lublin

## Botschaftsgebäude in Polen

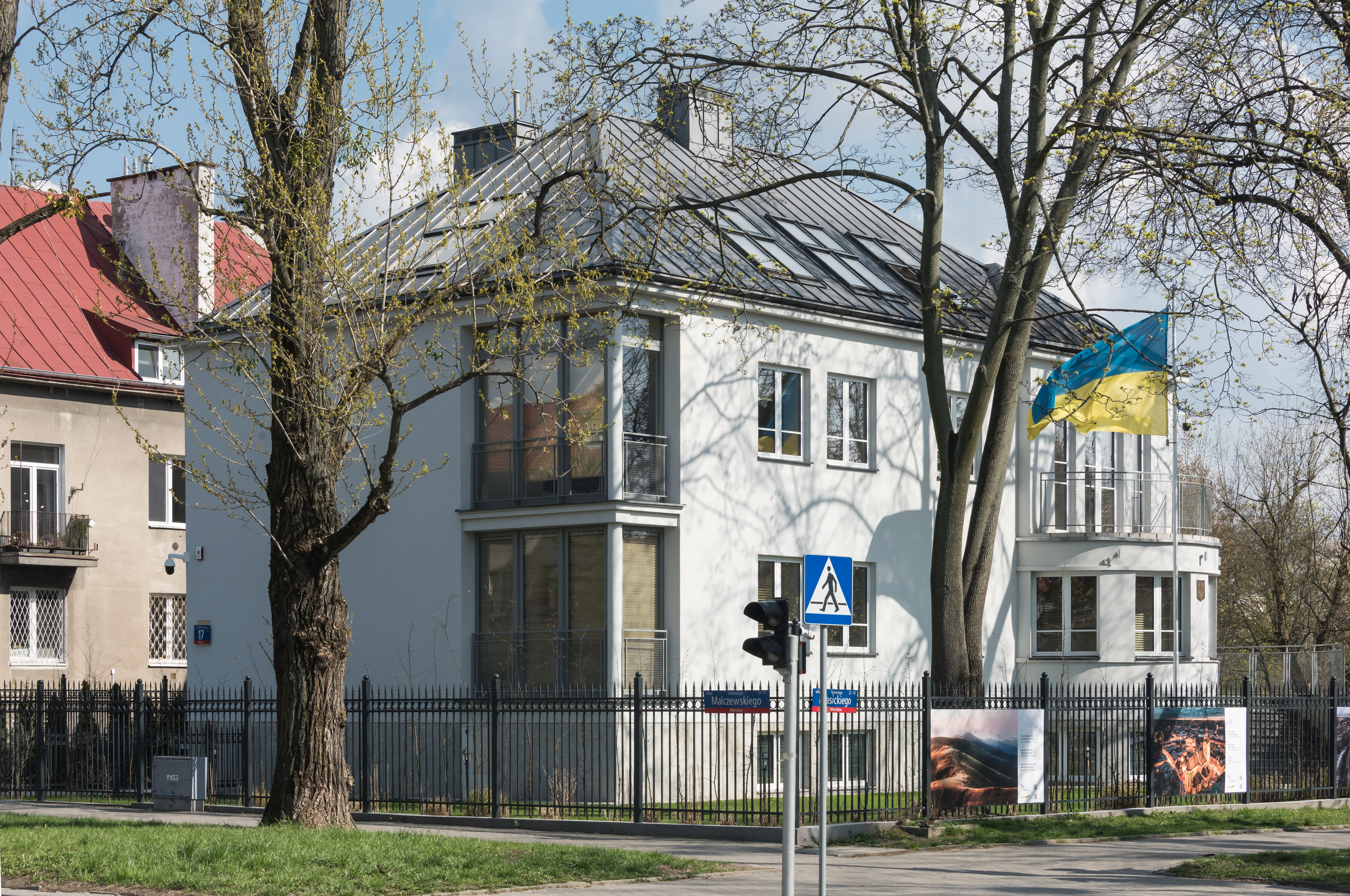
Die Botschaft in Warschau (2021)

Sitz der Botschaft ist eine modernistische Villa in der ulica Antoniego Malczewskiego 17 im Süden des Zentrums polnischen Hauptstadt. Es ist der ehemalige Sitz des Generalkonsulats. Bis 2021 befand sich die Botschaft in der aleja Jana Chrystiana Szucha 7, einem Gebäude, das bis 1976 Sitz der Handelsvertretung der Sowjetunion in der Volksrepublik Polen gewesen war.

## Botschafter der Ukraine in der Republik Polen (Auswahl)
- Oleksandr Karpynskyj (Олександр Михайлович Карпинський; 1918)

- Anatolij Schewtschuk (Анатолій Анатолійович Шевчук; 1991–1992)

- Andrij Deschtschyzja (Андрій Богданович Дещиця; 2014–2022)
- Wassyl Swarytsch (Василь Богданович Зварич; 2022 ernannt)